# Часы в Касл-Комбе
Часы в Касл-Комбе (англ. Castle Combe Clock) — часовой механизм конца XV века, установленный в церкви св. Андрея в деревне Касл-Комб (Уилтшир, Англия). Часы не имеют циферблата и отмечают время ударами колокола.

## История
Документально подтверждённой датировки часов нет, но механизм аналогичен часам Эксетерского собора, часам в деревне Марстон-Магна (Соммерсет) и часам в Кошеле (Корнуолл), которые датированы концом XV века.
После 1670 года часы переделаны со шпиндельного спуска на маятниковый, для чего перевёрнуты кверху ногами. Механизм, управляющий боем, был приспособлен к новому положению.
В 1984 году часы сняли с башни и расположили в нефе церкви на бетонном фундаменте, окружив стеклянной витриной. Движущиеся части тогда были окрашены в оранжевый цвет, добавлен минутный циферблат в форме полуокружности. Штурвалы для ручной заводки часов заменены электромотором.

## Устройство
До переделки на маятник механизм боя располагался над ходовым, теперь они обменялись местами.
Часы смонтированы в П-образной раме из кованого железа с перемычкой, брусья рамы сечением 1 сантиметр (0,39 ″) на 3 сантиметра (1,2 ″) соединены железными клиньями.

### Ход
Спуск часов анкерный с секундным маятником, латунное 20-зубое спусковое колесо вращается против часовой стрелки и делает один оборот в 40 секунд.
На следующий вал насажено 64-зубое ведущее колесо, и вал делает один оборот в 320 секунд. Также на нём находится 8-зубая цевочная шестерня. Этот вал, вероятно, сделан также при переделке часов на маятник, и крепится к раме сбоку двумя грубо приклёпанными скобками.
Главное колесо имеет 90 зубьев и делает 1 оборот в час. Вероятно, это единственное зубчатое колесо из первоначального механизма XV века, потому что оно схоже с колёсами боевого механизма.
Минутная стрелка и циферблат добавлены после 1971 года.

### Бой
Главное колесо механизма боя имеет 48 прямоугольных зубьев с округлёнными вершинками.
Следом за большим колесом находится вал с 8-зубой цевкой и 34-зубым колесом, передаточное отношение составляет, таким образом, 6:1. На выступающий из рамы конец этого вала насажен неравноплечий, но уравновешенный рычаг блокировки боя. На третьем валу насажены 8-зубая цевка (передаточное отношение 3:1) и крылатка воздушного тормоза.
На главном колесе имеется 8 ударных штифтов, таким образом, на каждый удар приходится 2¼ оборота крылатки. Ударные штифты поднимают плечо рычага боя, который связан стальным тросиком с ударником на колокольне.
Счётное колесо смонитровано вне рамы над главным, оно имеет 78 зубьев на внешней поверхности обода и 12 засечек на внутренней и приводится 8-зубой шестерёнкой на главном валу. Таким образом, один оборот счётного колеса соответствует 1+2+3+4+5+6+7+8+9+10+11+12=78 ударам колокола и 9¾ оборота главного колеса.
Главное колесо вращается против часовой стрелки, второй вал — по часовой стрелке, крылатка — против часовой стрелки.
Большинство зубчатых колёс механизма боя выглядят первоначальными, кроме счётного, которое явно изготовлено позднее. Возможно, что прежде часы били в колокол только один раз в час, что типично для часов той эпохи.

### Управление боем
После переворота механизма кверху ногами механизм блокировки и разблокировки боя, который приводится в действие тяготением, был существенно переделан.
Правее и выше счётного колеса на скобе закреплён фигурный рычаг, левый конец которого запирает крылатку, направленный вниз отросток западает в выемки счётного колеса, а направленный вверх используется для управления.
На конец главного вала ходового механизма насажены два штифта — длинный и короткий. Короткий штифт приходит в соприкосновение с верхним отростком фигурного рычага первым и приподнимает его, выводя нижний отросток из засечки счётного колеса и освобождая крылатку, которая тут же задерживается длинным штифтом, производя удар — часы «дают повестку». Через несколько минут длинный штифт, поворачиваясь, освобождает крылатку и механизм боя приходит во вращение, отбивая время в колокол, при этом фигурный рычаг скользит по поверхности выступа на счётном колесе. Когда число ударов отсчитано (чем длинее выступ, тем больше ударов), нижний отросток фигурного рычага западает в засечку на счётном колесе и левое плечо рычага блокирует крылатку.

## Источник
- Beeson, C. F. C. English Church Clocks, 1280-1850: Their History and Classification. — Brant Wright Associates, 1971. — ISBN 0-903512-14-9.